# AB Arctic
AB Arctic, var en svensk kylskåpstillverkare med verksamhet i Stockholm och Motala, grundad 1923.
Arctic grundades för att exploatera kyltekniska uppfinningar av H. Hylander och Bengt Ingeström som huvudintressent. 1924 gick man samman med Platen-Munters refrigeringssystem och övergick huvudsakligen till kylskåpstillverkning enligt Baltzar von Platen och Carl Munters konstruktion. Företaget köptes 1925 av Electrolux. Vid mitten av 1940-talet hade man omkring 550 anställda.